# 16 février 1974
Le samedi 16 février 1974 est le 47e jour de l'année 1974.

## Naissances
- Fánis Kateryannákis, joueur grec de football
- Jade Kindar-Martin, funambule américain
- Jamie Davies, pilote automobile britannique.
- Jean de Azevedo, pilote de moto brésilien
- Johnny Tri Nguyen, acteur américain
- José Dominguez, footballeur portugais
- Kathy McCormack, joueuse de hockey sur glace canadienne
- Mahershalalhashbaz Ali, acteur américain
- Marcelo Álvaro Antônio, personnalité politique brésilienne
- Mark Mowers, joueur de hockey sur glace américain
- Olgierd Moskalewicz, sportif polonais
- Soumaya Akaaboune, actrice américano-marocaine
- Stefan Grogg, joueur professionnel suisse de hockey sur glace
- Tatiana Garmendia, joueuse internationale espagnole de handball
- Tisir al-Antaif, joueur saoudien de football
- Tomasz Kucharski, homme politique polonais
- Zoltán Pogátsa, économiste hongrois

## Décès
- Alfred Mazure (né le 8 septembre 1914), auteur de bande dessinée néerlandais
- Angelo Tarchi (né le 5 février 1897), homme politique italien
- Clément Lavergne (né le 23 septembre 1905), personnalité politique française
- Grace M. Bolen (née le 20 juillet 1884), compositrice américaine
- Horace Kallen (né le 11 août 1882), philosophe américain
- James Allard (né le 26 janvier 1890), architecte belge
- John C. Garand (né en 1888), ingénieur américain
- Lew Wyld (né le 15 juillet 1905), coureur cycliste britannique
- Paul Struye (né le 1er septembre 1896), homme politique belge
- Waldemar Magunia (né le 8 décembre 1902), homme politique allemand

## Événements
- Début de la série télévisée japonaise Kamen Rider X
- Sortie du film italien Spasmo